# Pentossaea
Pentossaea là chi thực vật có hoa trong họ Mua.